# دبلیوای‌اس‌پی-۶
دبلیوای‌اس‌پی-۶ یک ستاره است که در صورت فلکی دلو قرار دارد.